# Stazione di Ribera
La stazione di Ribera è stata una stazione ferroviaria posta lungo la ex linea ferroviaria a scartamento ridotto Castelvetrano-Porto Empedocle chiusa tra il 1978 ed il 1985, era a servizio del comune di Ribera.

## Storia

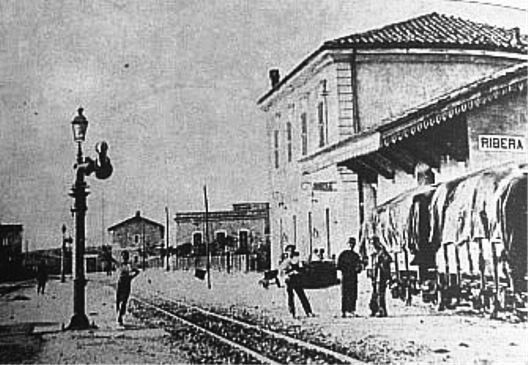
La stazione in una immagine d'epoca

La stazione venne inaugurata il 26 febbraio 1917 insieme alla tratta Ribera–Cattolica Eraclea e rimase stazione di testa per sei anni fino al 2 luglio 1923, quando venne aperta la tratta Ribera–Sciacca.
Nel 1978, con la chiusura della tratta Ribera–Porto Empedocle i treni provenienti da Castelvetrano terminavano la loro corso e dal piazzale esterno alla stazione partivano gli autobus sostitutivi in direzione Porto Empedocle.
Il 31 dicembre 1985 la stazione cessò il suo funzionamento insieme alla tratta da Castelvetrano.
La stazione durante gli anni di esercizio, oltre che per il traffico passeggeri, era molto attiva per il traffico merci per il trasporto dei prodotti agricoli sulla cui produzione si basava in gran parte l'economia di Ribera. Fiore all'occhiello dell'agricoltura riberese sono le arance conosciute con il marchio Arancia di Ribera D.O.P., tanto che nel periodo della campagna agrumaria venivano effettuati effettuavano diversi treni straordinari.

## Strutture e impianti

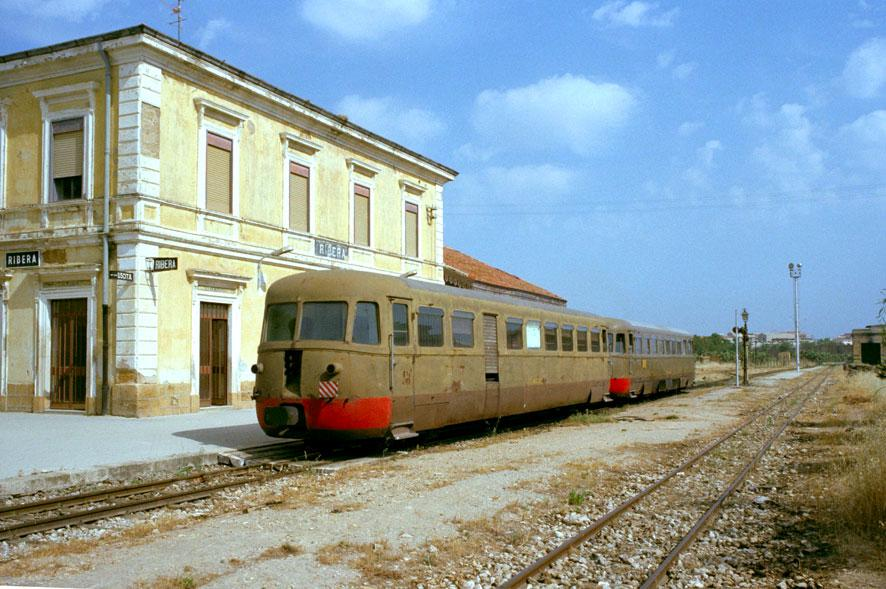
Automotrice RALn 60.23 e rimorchiata RLDn 32.03 in partenza per Castelvetrano

La stazione era composta da un fabbricato viaggiatori, un magazzino merci, una rimessa locomotive ed era dotata di una piattaforma girevole e un serbatoio dell'acqua per il rifornimento delle locomotive. La stazione disponeva di tre binari passanti utilizzati anche per incroci e preferenze, di cui il primo in corretto tracciato un tronchino per lo scalo merci due per la rimessa locomotive e uno per la piattaforma girevole.
Attualmente il Fabbricato viaggiatori si presenta ancora in discrete condizioni, mentre l’area ferroviaria circostante risulta invasa dalla vegetazione.
Il tetto del magazzino merci è parzialmente crollato; la rimessa locomotive è stata adibita a stalla.
Sono ancora quasi tutti presenti i binari seppur coperti dalla vegetazione, a testimonianza dell’importanza che ebbe questo scalo in passato.
Nelle vicinanze del serbatoio dell'acqua e della rimessa locomotive si conserva, ancora in discrete condizioni, una piattaforma girevole.
Nel complesso, l’intera area è ampiamente recuperabile all’esercizio ferroviario.

## Galleria d'immagini

Automotrice RALn 6022 ferma in stazione nel 1979
Locomotiva R.302.028 alla testa di un treno merci ferma in stazione nel 1976
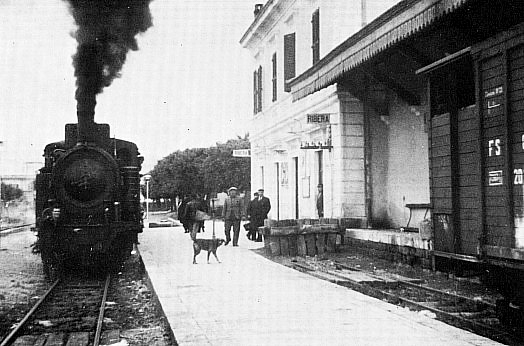
locomotiva a vapore R.302 ferma in stazione negli anni cinquanta
Manovra della piattaforma girevole sulla locomotiva R.302.028 nel 1976